# Усткув (Великопольське воєводство)
Усткув (пол. Ustków, нім. Ustkow) — село в Польщі, у гміні Кротошин Кротошинського повіту Великопольського воєводства.
Населення — 195 осіб (2011).
У 1975-1998 роках село належало до Каліського воєводства.

## Демографія
Демографічна структура станом на 31 березня 2011 року:
|          | Загалом | Допрацездатний вік | Працездатний вік | Постпрацездатний вік |
| -------- | ------- | ------------------ | ---------------- | -------------------- |
| Чоловіки | 97      | 15                 | 77               | 5                    |
| Жінки    | 98      | 18                 | 59               | 21                   |
| Разом    | 195     | 33                 | 136              | 26                   |